# Дротаверин
Дротавери́н (1-(3,4-диэтоксибензилиден)-6,7-диэтокси-1,2,3,4-тетрагидроизохинолин (в виде гидрохлорида)) — лекарственное средство, обладающее, согласно некоторым исследованиям спазмолитическим, миотропным, сосудорасширяющим, гипотензивным действием.
Препарата нет в примерном перечне ВОЗ основных лекарственных средств . Он не одобрен FDA и Европейским агентством лекарственных средств, и не зарегистрирован в США.
В 2011 году израильское министерство здравоохранения отказало в регистрации препарата.
В 2013 и 2016 годах отмечены два летальных случая использования дротаверина в результате значительной передозировки (17 мг/кг, или более 1000 мг при максимальной суточной дозировке у взрослых 270 мг), приведшей к нарушению работы сердца, в том числе у известного российского гроссмейстера Ивана Букавшина.

## История создания
Дротаверин был синтезирован в 1961 году сотрудниками венгерского фармацевтического предприятия «Хиноин». На тот момент предприятие уже длительное время производило спазмолитический препарат папаверин. В ходе исследований по улучшению свойств папаверина и оптимизации его промышленного производства было получено новое вещество, в несколько раз превосходящее папаверин по эффективности. В 1962 году новый препарат был запатентован под торговым названием «Но-Шпа», отразившим характер его действия — снятие спазмов (no spasm). Благодаря эффективности, относительной безвредности и невысокой цене лекарство быстро завоевало популярность на рынке. В Советском Союзе препарат «Но-Шпа» получил распространение с 1970-х годов. Позднее «Хиноин» вошла в состав транснациональной фармацевтической компании Sanofi-Synthelabo. В настоящее время «Но-Шпа» используется более чем в 50 странах мира , прежде всего в России и на постсоветском пространстве.

## Лекарственная форма
Капсулы, раствор для инъекций, таблетки покрытые оболочкой.

## Фармакологические свойства
Миотропный спазмолитик, производное изохинолина. По химической структуре и фармакологическим свойствам близок к папаверину, но обладает более сильным и продолжительным действием. Уменьшает поступление ионов кальция Ca2+ в гладкомышечные клетки (ингибирует ФДЭ, приводит к накоплению внутриклеточного цАМФ). Снижает тонус гладких мышц внутренних органов и перистальтику кишечника, расширяет кровеносные сосуды. Не влияет на вегетативную нервную систему. Наличие непосредственного влияния на гладкую мускулатуру позволяет использовать в качестве спазмолитика в случаях, когда противопоказаны лекарственные средства из группы М-холиноблокаторов (закрытоугольная глаукома, аденома предстательной железы). При в/в введении начало эффекта — через 2-4 мин, максимальный эффект развивается через 30 мин.

## Показания к применению
Профилактика и лечение: спазм гладких мышц внутренних органов (почечная колика, желчная колика, кишечная колика, дискинезия желчевыводящих путей и желчного пузыря по гиперкинетическому типу, холецистит, постхолецистэктомический синдром); пиелит; спастические запоры, спастический колит, проктит, тенезмы; пилороспазм, гастродуоденит, язвенная болезнь желудка и 12-перстной кишки (в фазе обострения, в составе комплексной терапии — для снятия болевого синдрома спастического характера). Эндартериит, спазм периферических, церебральных и коронарных артерий. Альгодисменорея, угрожающий выкидыш, угрожающие преждевременные роды; спазм зева матки во время родов, затяжное раскрытие зева, послеродовые схватки. При проведении некоторых инструментальных исследований (например, ФГДС), холецистографии.

## Противопоказания
Гиперчувствительность, выраженная печеночная и почечная недостаточность; ХСН, AV блокада II—III ст., кардиогенный шок, артериальная гипотензия. Выраженный атеросклероз коронарных артерий, закрытоугольная глаукома, гиперплазия предстательной железы, период лактации, беременность (I триместр).

## Способ применения и дозы

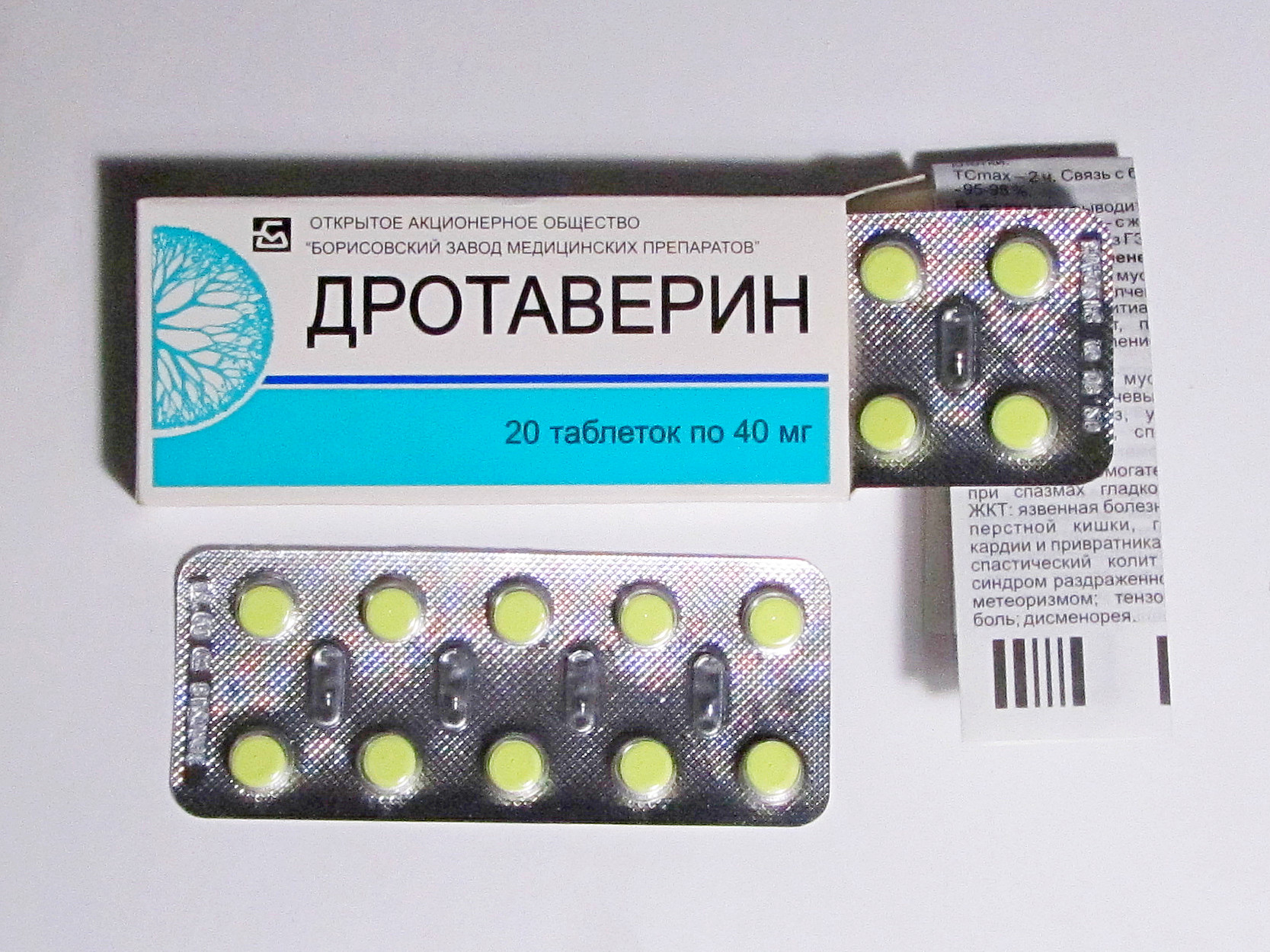
Дротаверин

Внутрь, взрослым — по 40-90 мг 3 раза в сутки; в/м, п/к — по 40-80 мг 1-3 раза в сутки. Для купирования печеночной и почечной колики — в/в медленно, 40-80 мг. При спазмах периферических сосудов препарат можно вводить в/а. Детям в возрасте до 6 лет — в разовой дозе 10-20 мг, максимальная суточная доза — 120 мг; 6-12 лет разовая — 20 мг, максимальная суточная доза — 200 мг; кратность назначения — 1-2 раза в сутки.

## Побочное действие
Головокружение, ощущение жары, повышенное потоотделение, снижение АД(Артериального давления), аллергические кожные реакции. При в/в введении — коллапс, AV блокада, аритмии, угнетение дыхательного центра.

## Передозировка
Симптомы: в больших дозах нарушает предсердно-желудочковую проводимость, снижает возбудимость сердечной мышцы, может вызвать остановку сердца и паралич дыхательного центра.
Обладает прямой кардиотоксичностью.
Не проникает в ЦНС.

## Форма выпуска
Таблетки по 0,04 г и по 0,08 г.

## Особые указания
При лечении язвенной болезни желудка и 12-перстной кишки применяют в сочетании с другими противоязвенными лекарственными средствами. При внутривенном введении пациент должен находиться в горизонтальном положении (риск коллапса). В период лечения необходимо воздерживаться от вождения автотранспорта и занятий другими потенциально опасными видами деятельности, требующими повышенной концентрации внимания и быстроты психомоторных реакций (в течение 1 часа после парентерального, особенно внутривенного введения).

При втирании в десну, вызывает сильное онемение, которое проходит в среднем через 30 минут.

## Взаимодействие
При одновременном применении дротаверин может ослабить противопаркинсонический эффект леводопы. Усиливает действие папаверина, бендазола и других спазмолитиков (в том числе м-холиноблокаторов), снижение АД, вызываемое трициклическими антидепрессантами, хинидином и прокаинамидом. Фенобарбитал повышает выраженность спазмолитического действия дротаверина. Уменьшает спазмогенную активность морфина.